# Alliance hétérosexuelle pour l'égalité LGBT
L'Alliance hétérosexuelle pour l'égalité LGBT fondée en 2012 est une association de défense des droits humains dont le siège est à Saint-Pétersbourg et qui œuvre en faveur de l'égalité des droits des personnes LGBT (lesbiennes, gays, bisexuelles et transgenres) et contre la discrimination.
Elle est fondée le 18 mai 2012 après des manifestations publiques contre l'adoption de la loi régionale interdisant la promotion de l'homosexualité (ru) à Saint-Pétersbourg. Les membres de l'organisation s'efforcent de montrer que non seulement les représentants de la minorité sexuelle, mais aussi la majorité sexuelle, sont en faveur de l'égalité.

## Histoire de l'Alliance
L'Alliance est fondée le 18 mai 2012 à l'initiative de Natalya Tsymbalova, et de l'avocat Sergei Kondrashov, qui sont devenus les premiers coordinateurs de l'Alliance hétérosexuelle.
En juin 2012, l'Alliance a exprimé son indignation face à la tentative de perturber le festival de film Bok o Bok (ru) à Kemerovo.

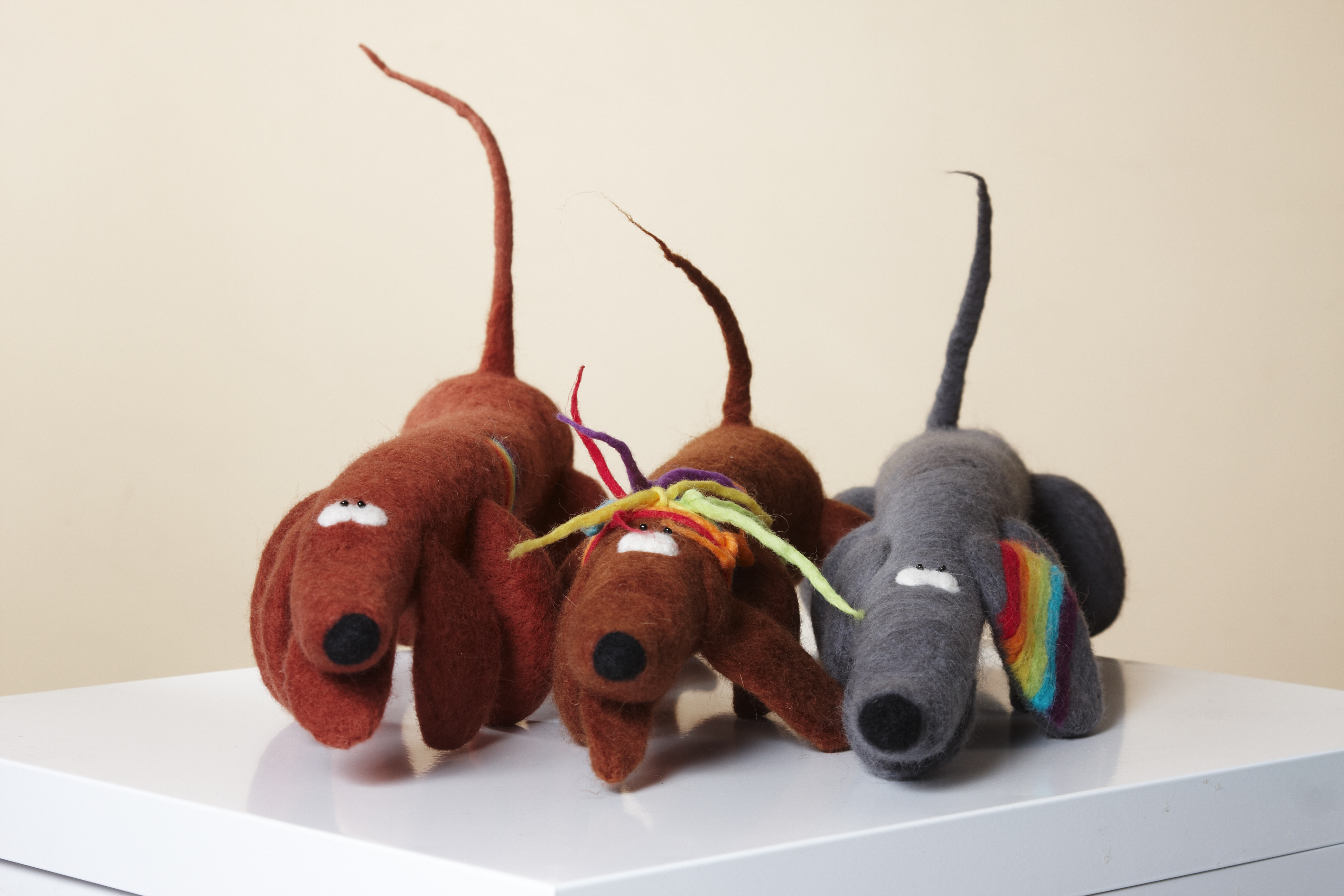
Mascottes du festival Bok o Bok

L'alliance, aux côtés d'autres forces d'opposition au régime de Vladimir Poutine, a pris part au rassemblement du 12 juin 2012. Après la manifestations, des nationalistes ont attaqué des représentants LGBT, et plusieurs personnes ont été blessées. Une affaire pénale a été ouverte, et l'un des dirigeants d'un groupe nommé « Jogging russe », Dmitri Deineko, a été inculpé.
Le 15 septembre 2012, l'Alliance faisait partie du comité organisateur de  la « Marche des millions » à Saint-Pétersbourg.
En 2012, l'Alliance décerne un prix annuel parodique « socio-hygiénique » aux personnalités s'étant particulièrement distinguées par leur homophobie, le « Lavement d'or ». Le Grand Prix du prix est remis au député Vitaly Milonov (ru).
L'Alliance participe à une campagne contre l'adoption de la loi fédérale interdisant la « propagande homosexuelle ».

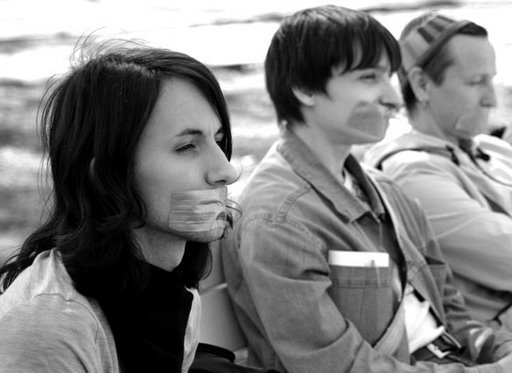
День Молчания : journée du silence à Saint-Petersbourg en 2008.

En février 2013, l'Alliance tente de coordonner un rassemblement contre la nouvelle loi,. L'action est soutenue par la coalition des organisations politiques d'opposition démocratique de Saint-Pétersbourg (Iabloko, Solidarité, RPR-Parnas, etc.). Cependant, l'autorisation d'occuper les 20 emplacements demandés est refusée en invoquant diverses raisons : réparations, ou autres événements en cours. Une visite de « contrôle » dans les sites de candidature a révélé des zones vides, et sur cette base des militants ont accusé l'administration de mensonges et de malversations.

Le 7 avril 2013, lors de la Journée du silence (ru), l'Alliance organise une série de piquets sur la perspective Nevski.
« L'indignation monte en moi. Pourquoi ces gens - Vitaly Milonov etc. - parlent-ils au nom de la majorité ? Prétendument au nom des hétérosexuels, c'est-à-dire en notre nom également ? Nous avons décidé de nous unir pour faire entendre notre voix, car nous sommes aussi nombreux que les homophobes actifs. Je suis hétérosexuel, comme la plupart de nos membres. »
— Natalia Tsymbalova, Coordinatrice de l'Alliance
Le 1er mai 2013, l'Alliance est devenue l'une des associations organisatrices de la Marche démocratique le long de la perspective Nevski avec sa colonne LGBT contre la loi homophobe,,,,,.
Le 13 mai, l'Alliance a adressé une demande au parquet pour examiner les déclarations du député Vitaly Milonov, qui, après la manifestation du 1er mai, avait promis d'organiser des pogroms,,,.
Le 17 mai, en collaboration avec l'association Coming Out (organisation) (ru), l'Alliance a organisé un rassemblement sur le Champ de Mars, dédié à la Journée contre l'homophobie (ru) et à la mémoire de l'assassinat de Vlad Tornovoï (ru). 3 opposants homophobes sont arrêtés pendant le rassemblement, ce qui attirent l'attention des médias,.
Début juin 2013, une conférence est consacrée à la Journée de l'enfance au cours de laquelle les membres de l'Alliance ont discuté des questions de protection des enfants contre l'homophobie et se sont opposés à la loi fédérale interdisant la « propagande homosexuelle »,.

## Anti-prix «Golden Lavement»
En 2012, l’Alliance des hétérosexuels pour l’égalité LGBT crée l'anti prix Golden Lavement. Les fondateurs de l'anti-prix indiquent qu'il est décerné chaque année à « des représentants de la politique, de la religion, des médias et de la science qui ont attiré l'attention ces dernières années par leurs déclarations et actions publiques homophobes ».
La première cérémonie de remise de l'anti-prix « Lavement d'Or-2012 » a lieu à Saint-Pétersbourg au centre de presse de l'agence Rosbalt (ru) le 12 décembre 2012. Les candidats ont été nommés dans six catégories, et le Grand Prix.

## Liens
- Page officielle de « l’Alliance hétérosexuelle pour l’égalité LGBT » sur Facebook
- Manifeste de l'Alliance hétérosexuelle pour l'égalité LGBT
- L'anti-récompense sociale et hygiénique russe « Lavement d'or » sur Facebook
- « Enfants-404. Adolescents LGBT. Nous sommes!" sur Facebook
- Entretien avec un militant LGBT